# Харитонов, Павел Никифорович
Павел Никифорович Харитонов (20 марта 1931, Новоаннинский район, Нижне-Волжский край — 18 сентября 2018) — сельскохозяйственный деятель, Герой Социалистического Труда (1990).

## Биография
Павел Харитонов родился 20 марта 1931 года на хуторе Вихляевский (ныне — Новоаннинский район Волгоградской области). С 1931 года жил в Урюпинске. Окончил среднюю школу, затем некоторое время учился в Батайском военном авиационном училище лётчиков, но был отчислен по состоянию здоровья. В 1958 году Харитонов окончил Воронежский сельскохозяйственный институт. Два года проработал в Орловской области, а в 1960 году работал в Урюпинском районном отделе заготовок.
С 1964 года Харитонов руководил совхозом «Урюпинский». Это предприятие было одним из худших в районе, однако за несколько лет руководства Харитонова ситуация кардинально изменилась. В 1970—1980-е годы совхоз ежегодно продавал государству по 6 тысяч тонн мяса, что составляло половину от всех продаж района. Также в совхозе получались рекордные урожаи пшеницы (около 35 центнеров с каждого из 10 тысяч гектаров). При Харитонове в совхозе было построено большое количество жилых домов, объектов социальной сферы и промышленного назначения.
Указом № 516 Президента СССР от 8 августа 1990 года за «достижение высоких устойчивых результатов в производстве и продаже государству сельскохозяйственной продукции, большой личный вклад в решение социальных вопросов» Павел Харитонов был удостоен высокого звания Героя Социалистического Труда с вручением ордена Ленина и золотой медали «Серп и Молот».
В 1996 году Харитонов вышел на пенсию, проживал на хуторе Дьяконовский Урюпинского района. Умер 18 сентября 2018 года.
Почётный гражданин Урюпинского района. Был награждён двумя орденами Ленина, орденами Трудового Красного Знамени и «Знак Почёта», рядом медалей.